# Henry Morgan
Đô đốc Sir Henry Morgan (1630-1688) là một Đô đốc Wales và là một cướp biển hoạt động trong vùng biển Caribbean, cướp bóc các tàu buôn của người Tây Ban Nha.

## Liên kế ngoài
- Pirate Treasure on Roatan Island Lưu trữ ngày 21 tháng 5 năm 2013 tại Wayback Machine
- Dr. Rebecca Tortello, "Henry Morgan, the pirate king" Lưu trữ ngày 17 tháng 9 năm 2008 tại Wayback Machine, Jamaica Gleaner
- "Henry Morgan", Global Travel
- "Henry Morgan" Lưu trữ ngày 28 tháng 8 năm 2011 tại Wayback Machine, Wales, UK
- "Henry Morgan", Dictionary of Welsh Biography, National Library of Wales
- "Henry Morgan" Lưu trữ ngày 27 tháng 12 năm 2007 tại Wayback Machine, 100 Welsh Heroes